# Fatima (groupe japonais)
Pour les articles homonymes, voir Fatima.
 (novembre 2012).
Si vous disposez d'ouvrages ou d'articles de référence ou si vous connaissez des sites web de qualité traitant du thème abordé ici, merci de compléter l'article en donnant les références utiles à sa vérifiabilité et en les liant à la section « Notes et références ».
Fatima est un groupe de rock japonais de style visual kei indies (indépendant) formé en 1998 et séparé en 2005.

## Histoire
Avec son style musical et visuel très personnel et une carrière tournée en priorité vers les tournées et les lives, Fatima s'est fait sa petite place en parallèle des groupes de grandes compagnies profitant de plus de soutien média. 
Néanmoins rapidement reconnu par la presse et surtout par un public particulièrement fidèle, le groupe peut se vanter d'avoir pendant près de 10 ans connu les lives les plus vivants de la péninsule.
Malgré de nombreuses tournées les sorties CD, elles, sont limitées. Produits de façon indépendante et tirés à peu d'exemplaires les opus sont rapidement épuisés et même les rééditions ne sont pas forcément suffisantes.
Les musiques sont originales, les compositions atypiques avec l'emploi de samples, de transformateurs de voix ou encore d'instruments jusqu'ici jamais entendus en concert visu. Fatima c'est de jolis solos de basses, des ballades tristes, des musiques entraînantes et festives, rudes et noires mais surtout des mélodies qui entrent dans la tête insidieusement.
Parmi ses batteurs, Fatima verra passer Daisuke (ensuite chanteur de kagerou) et Nao (batteur de Alice nine) avant que Towa ne rejoigne définitivement la formation.
Une dizaine de singles ayant tous été réédités et dont les ré-édition mêmes sont dures à trouver, un mini-album (de 3 chansons) en partenariat avec le groupe Vanilla et un seul DVD sont à peu près les rares éléments que nous laisse Fatima avant de se séparer en 2005 après un dernier live exceptionnel.
Après des années de silence entrecoupées de quelques apparitions ponctuelles sur des magazines ou pour des lives, Kanoma le chanteur, et Towa le batteur ont rejoint ensemble un nouveau groupe : Moran, pour lequel ils ont repris leurs anciens pseudonymes de Hitomi et Soan. La formation est complétée par Zill (ex-Saburou de KuRt) et Velo.
De même, Lay et 4ge se retrouvent pour la formation d'un nouveau groupe nommé Obscure. Ils changent également de pseudonymes et se font appeler Cake et Zizi Makia.

## Formation

### Membres actuels
- Chanteur : Kanoma (Hitomi, Sanaka)
- Guitare : Mizuha
- Guitare : 4ge
- Basse : Lay
- Batterie : Towa

### Anciens membres
- Guitare : Zen
- Batterie : Daisuke (Chanteur de kagerou et the studs).
- Batterie : Nao (Batteur de Alice Nine).

## Discographie

### Albums
- 27-10-2002 : Shock Edge 2002
- 24-04-2005 : Exit (mini-album)

### Singles
- 12-09-1998 : Downer
- 12-09-2001 : SSB
- 04-05-2002 : M:I-44
- 05-11-2002 : Aishuu no teihen 哀愗の底辺
- 03-08-2003 : NOBLE KING SNAKE
- 08-06-2003 : Blind
- 03-14-2004 : Shizumu taion 静む体温
- 11-15-2004 : Tsumugi ito 紬糸
- 12-08-2004 : Kesenai ame / Muchi na inochi e 消せない雨 / 無知な命へ

### DVD
- 2003-12-05 : Zy. FORCE Vol. 1